# München-Augsburger Abendzeitung
Die München-Augsburger Abendzeitung war eine Zeitung, welche unter verschiedenen Namen zwischen 1676 und 1934 zunächst in Augsburg und ab 1912 in München veröffentlicht wurde. Das Blatt war ursprünglich im 17. und 18. Jahrhundert an die konservative, protestantische Leserschaft gerichtet und stand in Konkurrenz zur katholischen Augsburger Postzeitung. Später vertrat die Zeitung eine eher gemäßigte liberale Haltung. In der Zeit der Weimarer Republik besaß die München-Augsburger Abendzeitung bedingt durch einen neuen Eigentümer eine nationalkonservative Grundhaltung und änderte damit ihre Ausrichtung abermals.

## Geschichte
Die ursprünglich als Wochentlich-Ordinari-Postzeitung bezeichnete Zeitung wurde von Jakob Koppmayer (1640–1701) in Augsburg gedruckt, einem Schwiegersohn des Johann Kaspar Schultes, dem Sohn von Friedrich Schultes. Koppmayers Geselle, August Sturm, trat 1685 in die Selbständigkeit ein und gründete darauf eine katholische Konkurrenzzeitung, die anfangs der evangelischen Zeitung Koppmayers sehr ähnlich war und später unter dem Titel Augsburger Postzeitung bekannt wurde.

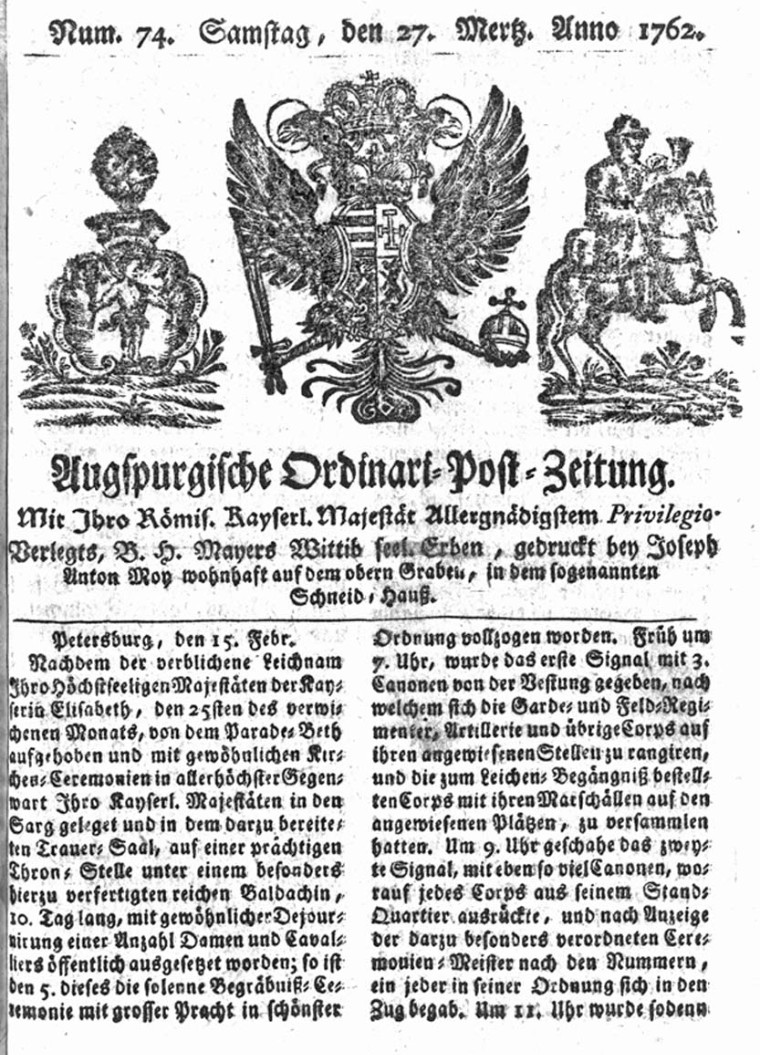
Augspurgische Ordinari-Post-Zeitung, Titelblatt, 1762

Nach Jakob Koppmayer folgten zunächst 1701 sein Schwiegersohn Andreas Maschenbauer (1660–1772) und später der Verleger, Meteorologe, Astronom und Kupferstecher Johann Andreas Erdmann Maschenbauer (1719–1773) als Eigentümer. Da Johann Andreas Erdmann Maschenbauers Zeitungen als überkonfessionelle offiziöse Anzeigenblätter vom Magistrat der Stadt Augsburg genutzt wurden, sah er die Augsburger Zensurbehörde als einen, nicht zuletzt wirtschaftlichen, Schutz für sich. Nach dem Tod Maschenbauers 1773 trat ein häufiger Eigentümerwechsel des bis dahin als Augspurgische Ordinari-Zeitung betitelten Blattes ein. Gleichzeitig kam es dazu, dass die Zeitung zunehmend an Bedeutung verlor und hinter der Konkurrenz zurückfiel.
Am 1. Januar 1802 erwarb Johann Georg Fetzer die Zeitung. Fetzer und dessen Erben, Daniel und Lydia Credé geb. Fetzer, blieben bis 1827 Eigentümer der Zeitung, welche sie ab 1818 an August Bäumer verpachteten. 1827 erwarb Johann Christian Wirth den Verlag und führte die Zeitung unter dem Namen Augsburger Abendzeitung weiter. In dieser Zeit erhielt die Zeitung erstmals eine liberalere Grundhaltung. Unter der Führung von Johann Christian Wirth und anschließend ab 1851 unter seinem Sohn Carl (1826–1892) verzeichnete das Blatt eine stetige Auflagensteigerung.
Die F. Bruckmann Verlag AG aus München trat 1904 als neuer Eigentümer ein. Am 2. September 1912 erhielt die Zeitung den Namen München-Augsburger Abendzeitung, und der Betrieb wurde nach München in die Paul-Heyse-Straße 9 verlegt, den heutigen Sitz des Münchner Merkurs. 1914 erreichte die Zeitung eine tägliche Auflage von 49.000 Stück. Unter anderem veröffentlichten dort der junge Bertolt Brecht sowie Oskar Maria Graf. Ab 1918 war Friedrich Karl Möhl Chefredakteur. Ab 1920 gehörte die Zeitung zum Medienimperium des Großindustriellen Alfred Hugenberg, der als bedeutender bürgerlicher Wegbereiter des Nationalsozialismus gilt. Die Zeitung wurde in der Folge zunehmend zum Organ der Deutschnationalen Volkspartei (DNVP).
In den folgenden Jahren verstärkte sich die Nähe der Zeitung zu rechten und deutschnationalen Kräften. So übernahm 1921 auf Wunsch Alfred Hugenbergs der Theologe und DNVP-Politiker Gottfried Traub den Posten des Chefredakteurs; Julius Friedrich Lehmann, Verleger völkischer und rassistischer Literatur, wurde Gesellschafter. 1928 wurde der spätere NS-Reichspressechef Otto Dietrich Leiter des Handelsteils. Spätestens ab der Reichstagswahl 1930 zeigte die Zeitung offene Sympathie für die NSDAP. Nach starkem Rückgang der Auflage wurde das Blatt zum 31. Dezember 1934 eingestellt.

## Beilagen
Als wichtigste Beilage der Abendzeitung erschien ab 1831/32 bis zur Einstellung der Zeitung Der Sammler, der über literarische, kulturelle und wissenschaftliche Neuigkeiten informierte. Weitere Beilagen waren ab 1916 der Stadt-Anzeiger für Augsburg und ab 1920 die Frauen-Zeitung.